# Comuna Gribskov
Gribskov (Gribskov Kommune) este o comună din regiunea Hovedstaden, Danemarca, cu o suprafață totală de 279,44 km².